# Emil Synnberg
Emil Synnberg (* 12. Juni 1866 in Rendsburg; † 2. Februar 1934 in Luzern) war ein Fotograf und Verleger.

## Leben
Emil Georg Mathias Synnberg war ein Sohn des Fotografenehepaars Emil Johann Heinrich und Auguste Henriette Synnberg aus Rendsburg. Die Familie war 1875 in die Schweiz übergesiedelt.
Wie seine Brüder Arthur und Alwin wurde auch Emil Synnberg Fotograf. 1891 übernahm er das Atelier seines Bruders Arthur in der Bruchstrasse 22 in Luzern. Er schuf vor allem Porträtfotos; außerdem hatte er einen Verlag für Ansichtskarten und Kunst. Etwa ab 1906 befasste er sich mit Farbfotografie. 1909 tat er sich mit Raphael Pfyffer zusammen; bis 1913 arbeiteten die beiden unter der Firma «Synnberg & Pfyffer» zusammen; vorher oder nachher druckte Synnberg offenbar die Namensbezeichnung «E. Synnberg» auf seine Aufnahmen. 1910 nahm er Porträtbilder von Margarethe von Italien auf, was ihm den Titel eines Hoffotografen einbrachte.
Synnberg bildete unter anderem seinen Sohn Max, Friedrich Gustaedt und Josef Alois Bolz aus. Von 1892 bis zu seinem Tode war er Mitglied im Schweizerischen Photographen Verein. Er erhielt in Genf, Mailand und Bern Auszeichnungen und Stipendien.
Emil Synnberg war mit Anna Karolina Synnberg-Brunnert verheiratet. Der Sohn Max Synnberg übernahm nach Emil Synnbergs Tod das Geschäft.
Werke Synnbergs befinden sich in der Abbaye de Saint-Maurice, der Kantonsbibliothek Nidwalden, dem Büro für Fotografiegeschichte Bern und der Zentral- und Hochschulbibliothek Luzern.

## Auszeichnungen
- Schweizerische Landesausstellung in Genf 1896
- Internationale Ausstellung in Mailand 1906: Silberne Medaille
- Schweizerische Landesausstellung 1914 in Bern

## Gruppenausstellungen
- 1896 Schweizerische Landesausstellung Genf
- 2020 Castelgrande, Sala Arsenale, Bellinzona: Storie di fotografia. Il Ticino, i ticinesi e i loro fotografi nella collezione fotografica dell’Archivio di Stato, 1855–1930.
- 2020 Historisches Museum Luzern, Luzern. Fotografiert. 1840 bis 1975.

## Fotografien

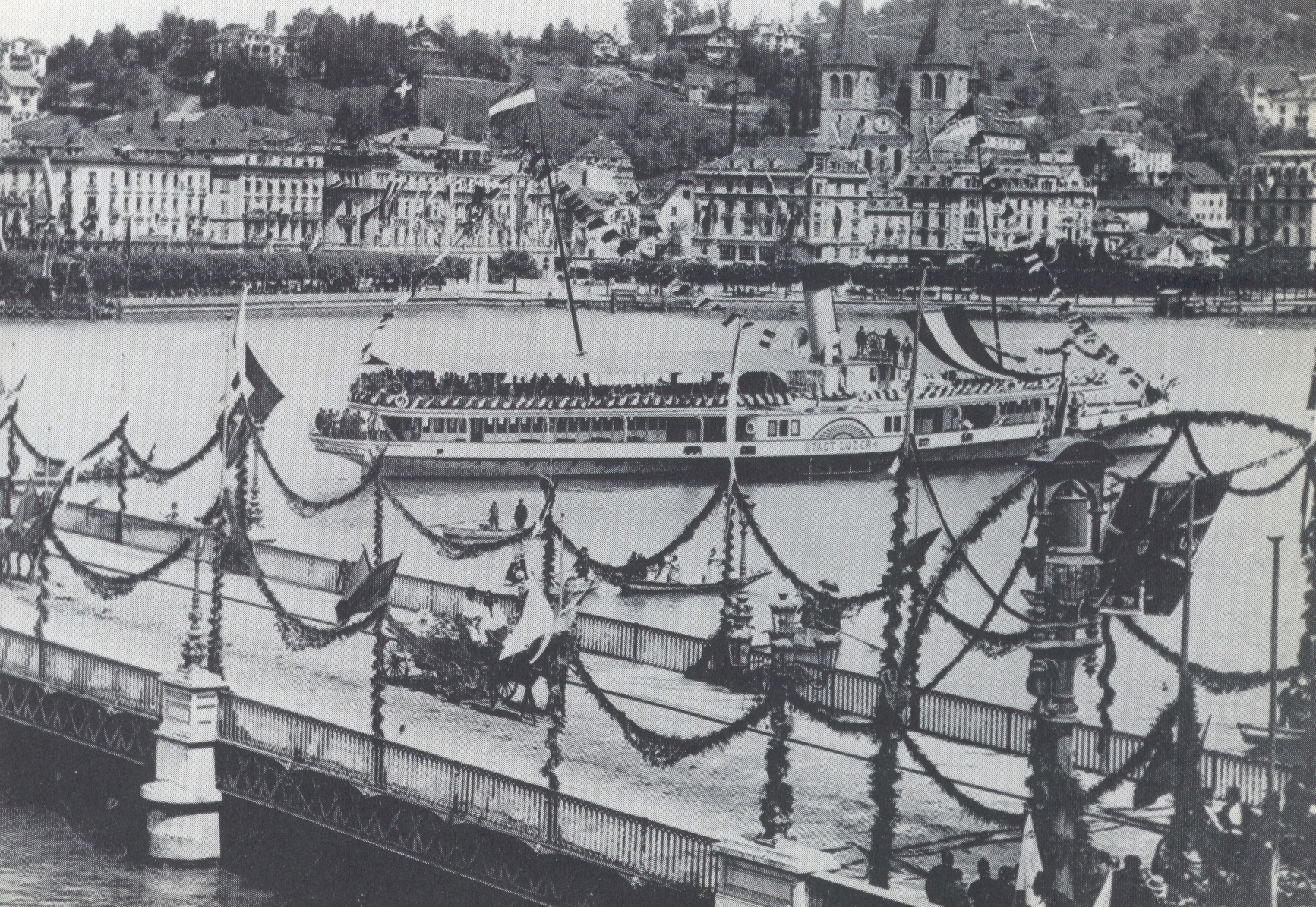
Das Dampfschiff Stadt Luzern
Porträt eines Mannes, abfotografiert von Eugène Cattin
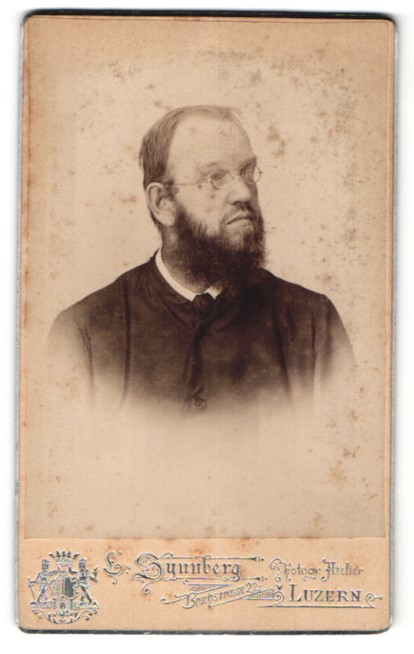
Porträt eines Geistlichen
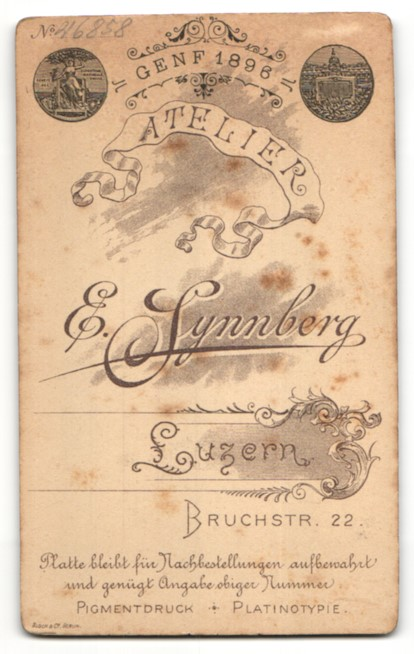
Rückseite des Porträts
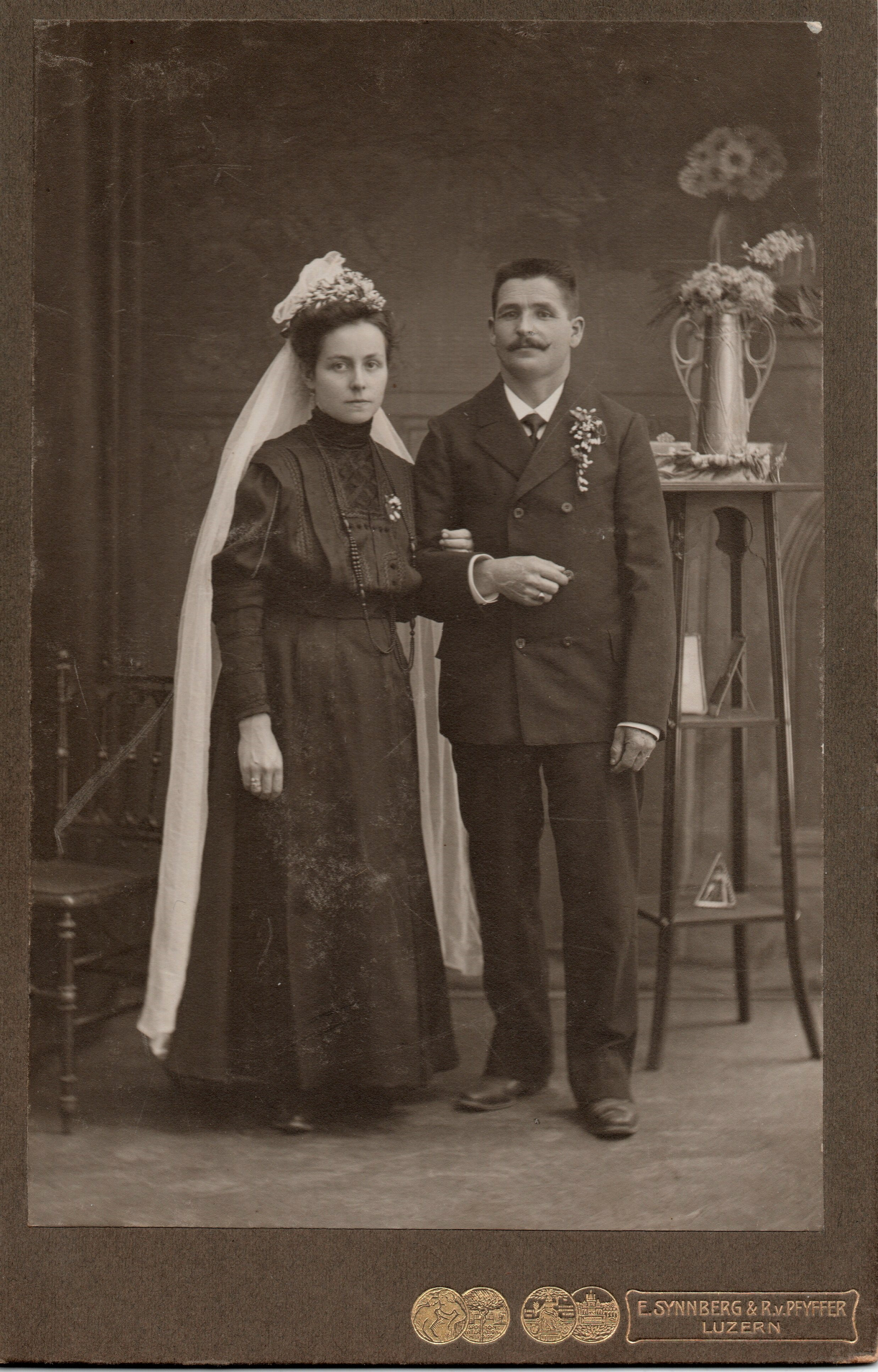
Hochzeitsfoto